# Port lotniczy Jaipur
Port lotniczy Jaipur (IATA: JAI, ICAO: VIJP) – międzynarodowy port lotniczy położony 13 km od Jaipuru, w miejscowości Sanganer, w stanie Radżastan, w Indiach.